# 온워드: 단 하루의 기적
《온워드: 단 하루의 기적》(영어: Onward)은 2020년 개봉한 미국의 도시 판타지 코미디 애니메이션 영화이다. 댄 스캔런이 감독과 공동각본을 맡았다.

## 줄거리
먼 옛날, 마법이 일상이었지만 다루기 어려웠던 신화 속 생물들이 사는 세계에서, 시간이 지나 기술이 발전하면서 마법은 점차 쓸모없게 되어 잊혀졌다. 현대에 이르러, 자신감 부족한 십 대 엘프 이안 라이트풋과 열정적이지만 충동적인 롤플레잉 게이머 형 발리 라이트풋은 아버지 와일든이 죽기 전 남긴 유품을 받게 된다. 그 유품은 마법 지팡이, 귀한 피닉스 보석, 그리고 하루 동안 아버지를 되살릴 수 있는 "방문 주문"이 적힌 편지였다. 이안은 주문을 시도하지만, 발리의 방해로 주문이 완전히 끝나지 못하고 아버지의 하반신만 되살아난다. 해가 지기 전, 주문을 완성하기 위해 두 형제는 또 다른 보석을 찾아 모험을 떠나고, 어머니 로렐은 사라진 아들들을 뒤쫓는다.
보석 지도를 찾기 위해 형제는 아버지 하반신과 함께 맨티코어의 술집을 방문한다. 과거 모험가들의 만남의 장소였던 술집은 현재 가족 식당으로 변했고, 맨티코어 코리는 평범한 일상에 지쳐 있었다. 지도 때문에 이안과 다투던 코리는 자신의 삶이 얼마나 지루해졌는지 깨닫고 분노에 휩싸여 술집을 난장판으로 만들고 지도를 태워버린다. 남은 유일한 단서는 근처 산 레이븐스 포인트에 보석이 있다는 것을 암시하는 어린이 메뉴 뿐이었다. 이어서 로렐이 도착해 코리와 친구가 되고, 코리는 형제들의 여정이 저주를 깨울 수 있다는 경고와 함께 저주를 물리칠 수 있는 특별한 검을 로렐에게 준다.
이안과 발리, 와일든 하반신은 산으로 향하는 도중 경찰과 스프라이트 폭주족을 만나 가까스로 위기를 모면한다. 경찰관 브론코가 따라잡아 집으로 돌아가라 명령하지만, 이안은 갑자기 차를 몰고 도망치고, 발리는 추격자들을 막기 위해 자신의 애마 기네비어를 희생한다. 레이븐스 포인트는 까마귀 조각상들이 늘어선 동굴로 이어졌고, 동굴 탐험 중 발리는 아버지 임종을 지키지 못한 것에 대한 두려움을 고백한다. 잇따른 함정을 간신히 피해 동굴을 빠져나오지만, 그곳은 이안의 고등학교 앞이었다. 형제는 허무함에 빠지고, 이안은 발리에게 실망하여 그를 비난하고 아버지를 데리고 떠난다.
해질녘이 되자 이안은 아버지와 함께 하고 싶었던 일들을 떠올리고, 발리가 그동안 아버지 역할을 해줬다는 것을 깨닫는다. 발리는 오래된 분수대 안에서 보석을 발견하고, 그와 동시에 저주가 발동된다. 고등학교와 주변 사물들이 합쳐져 거대한 드래곤 골렘이 보석을 되찾으려 한다. 로렐과 코리가 나타나 로렐은 마법 검으로 드래곤의 심장을 찔러 이안에게 주문을 다시 사용할 시간을 벌어준다. 하지만 이안은 발리가 아버지와 만날 기회를 양보하고, 자신이 자라온 동안 발리가 아버지 같은 역할을 했다는 것을 인정한다. 로렐의 도움으로 이안은 드래곤을 물리치고 발리는 아버지와 작별 인사를 나눌 수 있게 된다. 아버지가 사라진 후, 발리는 이안에게 아버지가 이안을 자랑스러워할 거라고 말하며 형제는 서로를 안는다.
시간이 흐른 뒤, 이안의 자신감과 마법 능력이 향상되고, 세계는 다시 마법을 발견하기 시작한다. 이안과 발리는 새로운 모험을 함께 떠난다.

## 성우진
| 배역          | 영어 성우             | 한국어 성우            | 일본어 성우       |
| ------------- | --------------------- | ---------------------- | ----------------- |
| 이안 라이트풋 | 톰 홀랜드             | 심규혁                 | 시손 준           |
| 발리 라이트풋 | 크리스 프랫           | 신용우                 | 시로타 유         |
| 로렐 라이트풋 | 줄리아 루이드라이퍼스 | 전숙경                 | 콘도 하루나       |
| 만티코어      | 옥타비아 스펜서       | 정유미                 | 우라시마 린코     |
| 콜트 브론코   | 멜 로드리게즈         | 송준석                 | 무라지 마나부     |
| 윌든 라이트풋 | 카일 본하이머         | 박영재                 | 소야 시게노리     |
| 스펙터        | 리나 웨이스           | 임윤선                 | 사이토 키미코     |
| 고어          | 앨리 웡               | 홍수정                 | 오이 마리에       |
| 듀드롭        | 그레이 그리핀         | 정유정                 | 하야시 마리카     |
| 펜윅          | 존 라첸버거           | 서반석                 | 타치키 후미히코   |
| 그레클린      | 트레이시 울만         | 이계윤                 | 신타니 마유미     |
| 객스턴        | 윌머 발더라마         | 권창욱                 | 마루야마 타케시   |
| 아벨 경관     | 조지 사라스           | 신범식                 | 우오 켄           |
| 객스턴의 아들 |                       | 석승훈                 |                   |
| 이안의 친구들 |                       | 이명호, 송하림, 구지원 |                   |
| 기타 배역     |                       |                        | 쿠지라, 고다 에리 |

## 제공
- 수입/배급 : 월트 디즈니 컴퍼니 코리아 유한책임회사
- 제작 : 월트 디즈니 픽처스/픽사 애니메이션 스튜디오

## 수상
- 2020년 제70회 베를린국제영화제 베르리날레 스페셜
- 2020년 제50회 지포니 영화제 프리미어